# 伊豆木陣屋
伊豆木陣屋（いずきじんや）は、かつて信濃国伊那郡（現・長野県飯田市伊豆木）にあった交代寄合旗本の小笠原氏1千石の陣屋である。

## 概要
陣屋は慶長5年（1600年）に松尾小笠原氏の小笠原信嶺の弟で交代寄合旗本となった小笠原長巨（ながなお）によって築かれた。徳川家康の命で武蔵国本庄から転封となり、中世の山城である伊豆木城の麓に陣屋を構えた。
陣屋は居間、書院を中心に土蔵、厩舎などがあった。陣屋入り口には物見櫓があり、陣屋門として太鼓門があった。太鼓門は現在、飯田市伝馬町の専照寺の山門となっている。
陣屋の南側を取り巻くように兄川が流れている。小笠原氏の築いた陣屋にて明治維新を迎えている。交代寄合は江戸城柳の間詰で、老中・若年寄の支配を受けたが、妻子は諸大名とは異なり在所で生活することが許された。

## 遺構
明治以降、建物が取り壊される中で書院（旧小笠原家書院）と玄関が現存している。陣屋址には旧陣屋門と物見櫓の石垣が残っている。

## 旧小笠原家書院

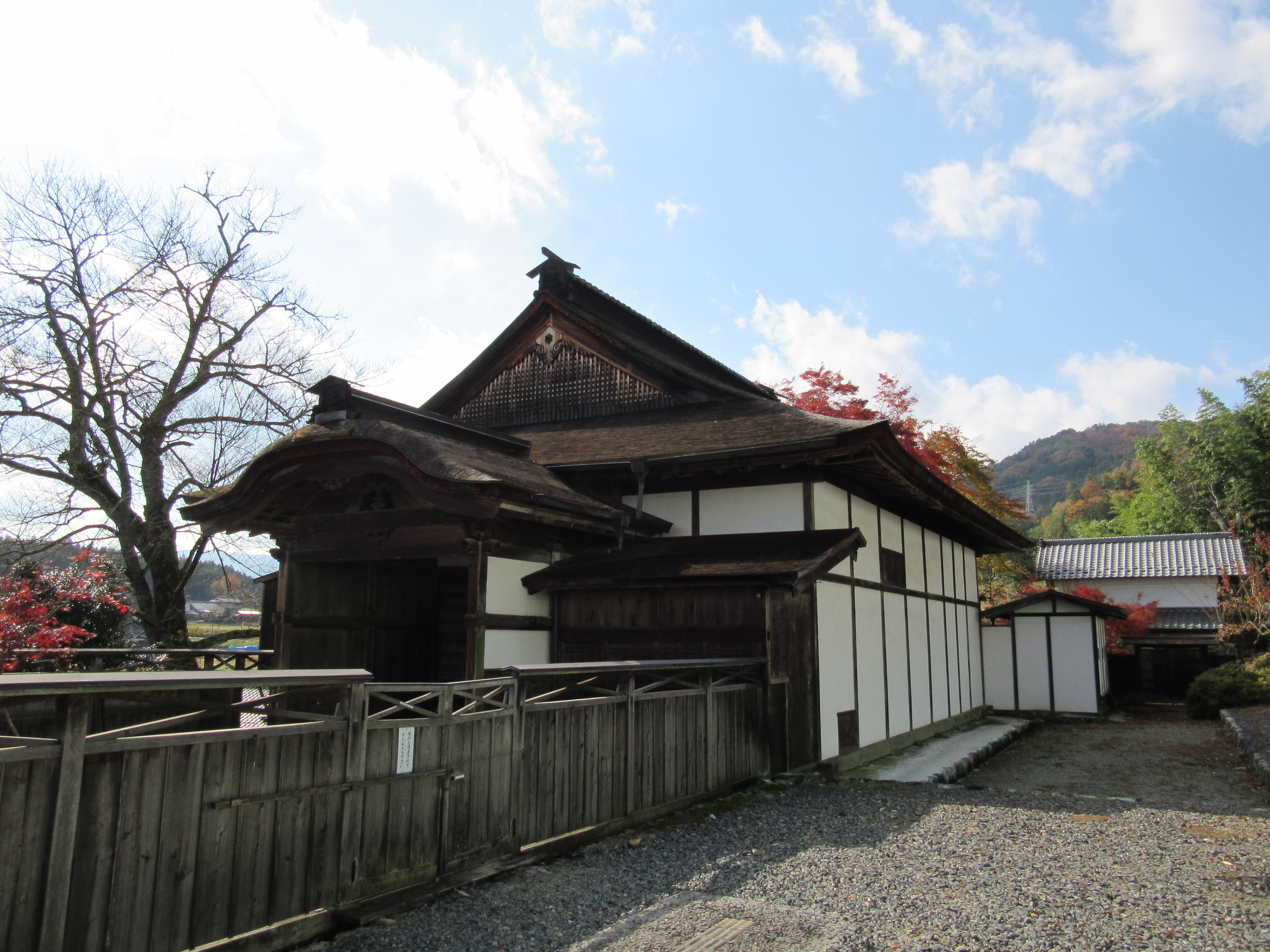
旧小笠原家書院

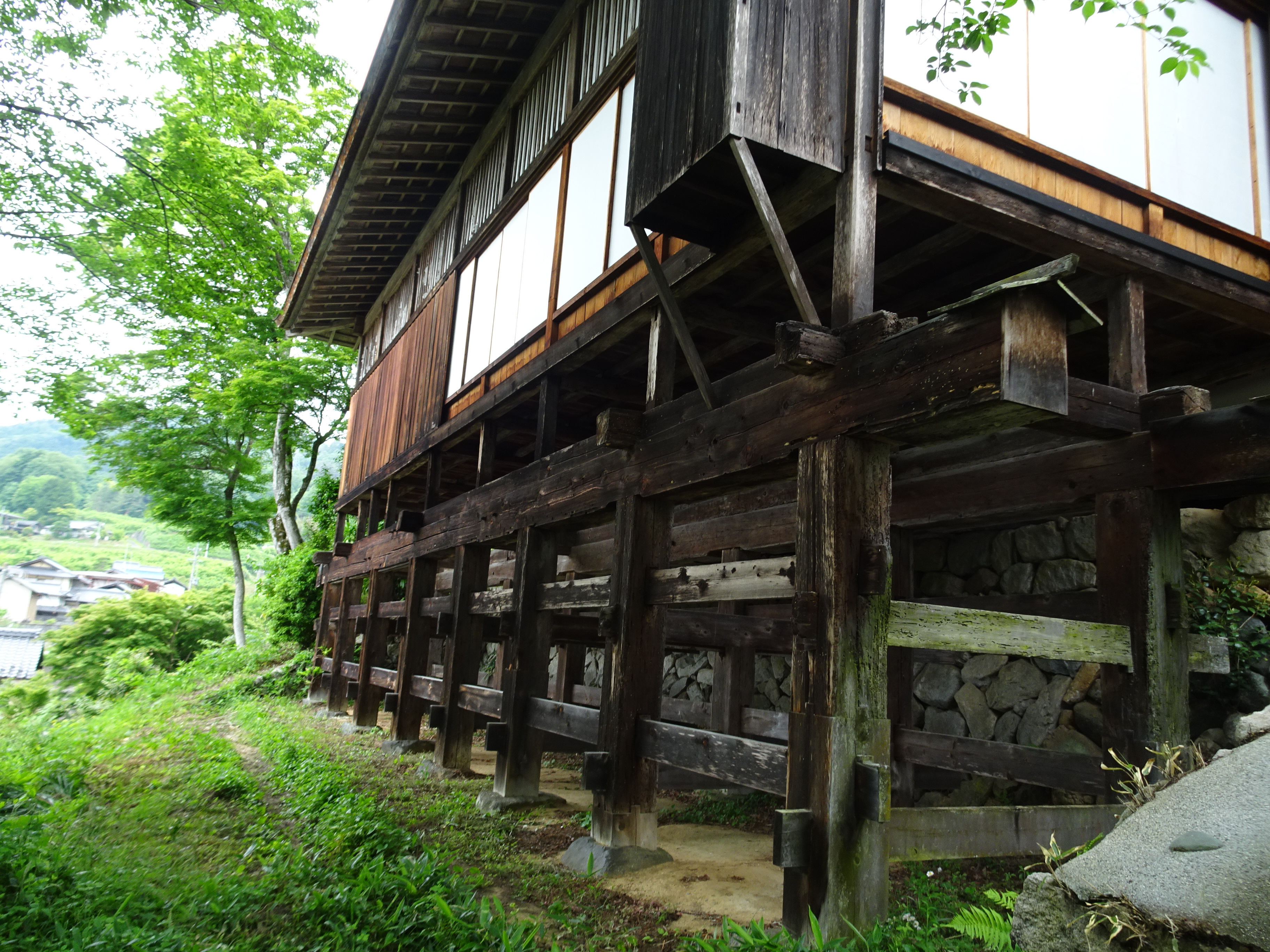
崖の上に張り出した書院の「懸造」

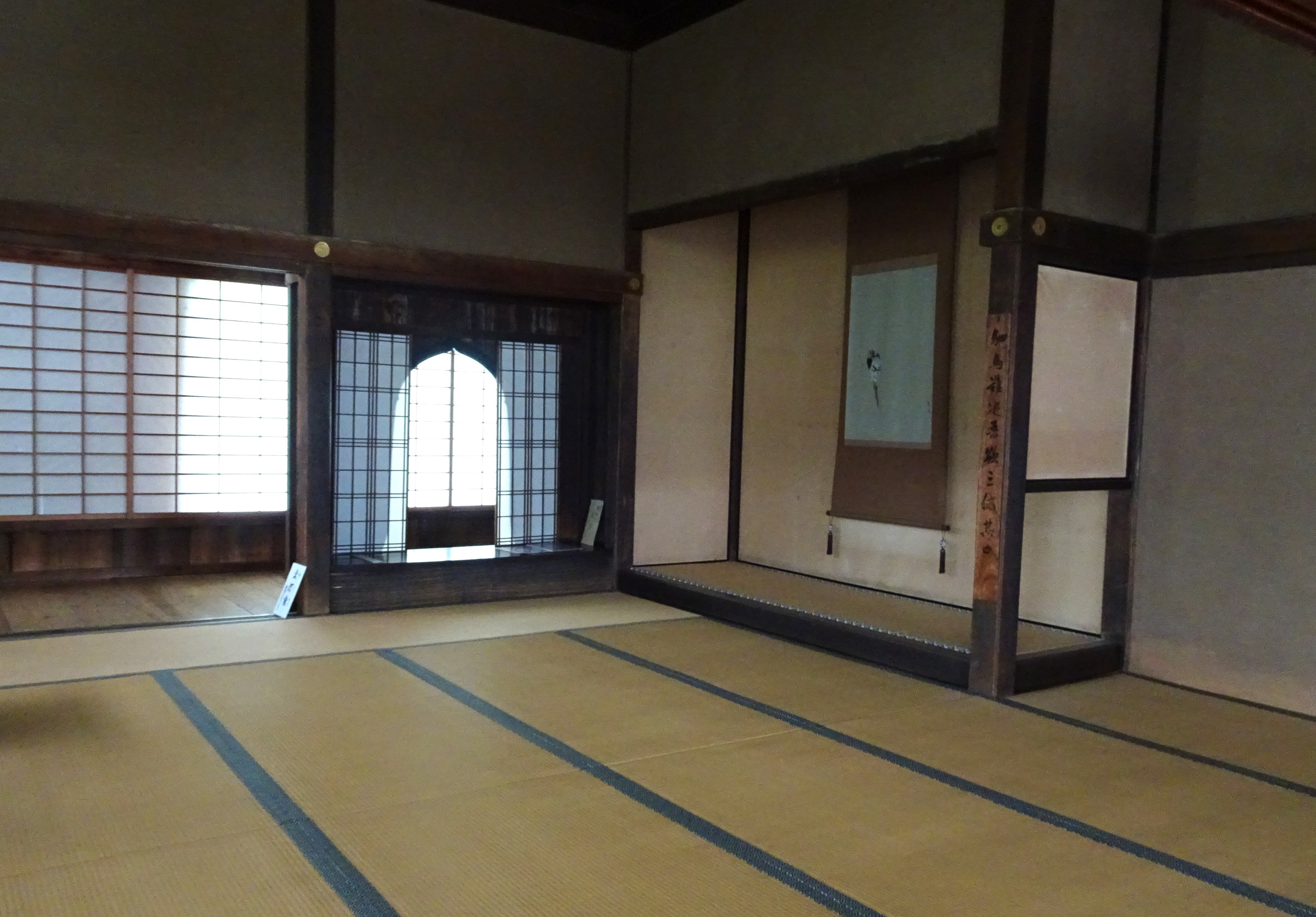
書院の間

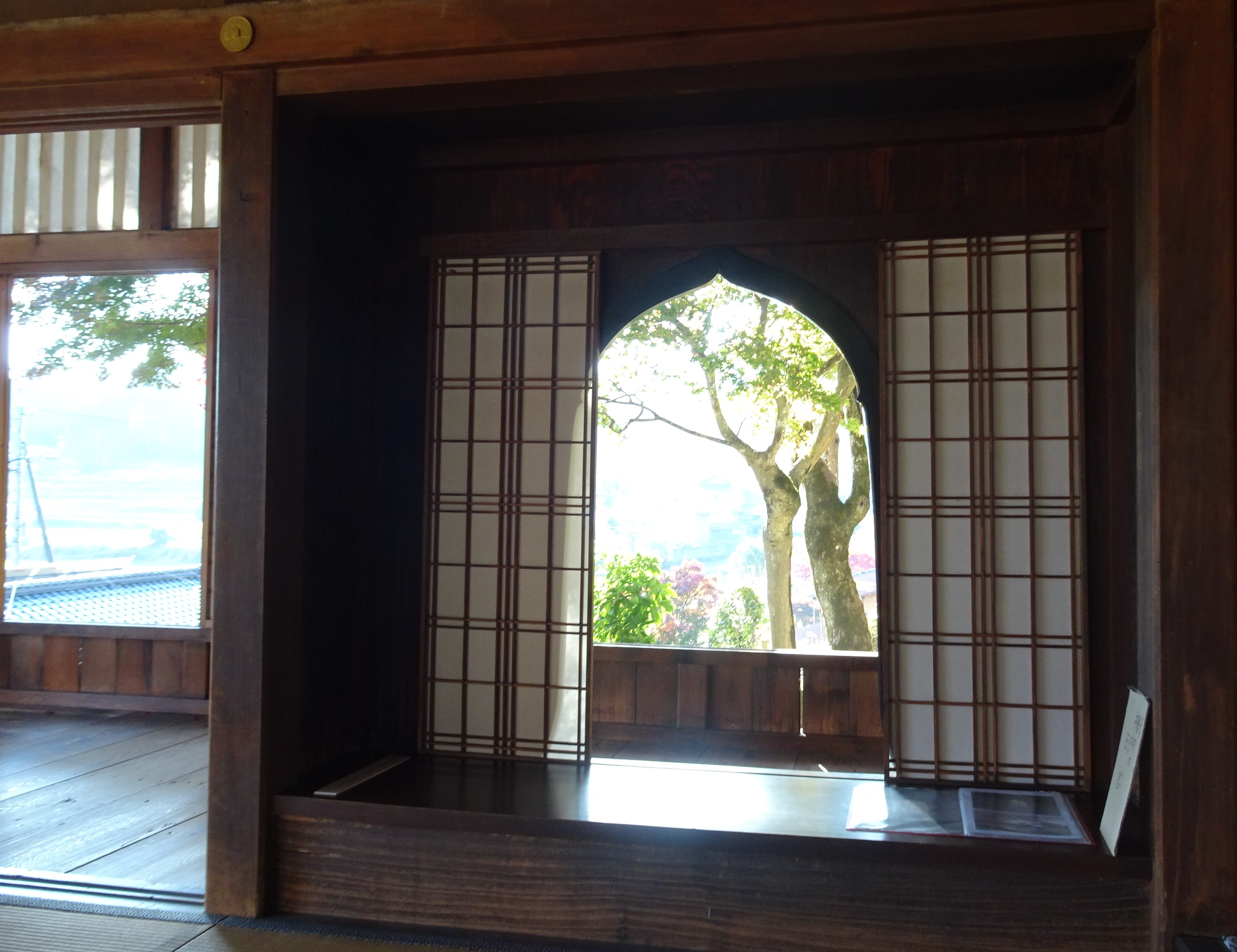
火灯（頭）窓をあしらった書院

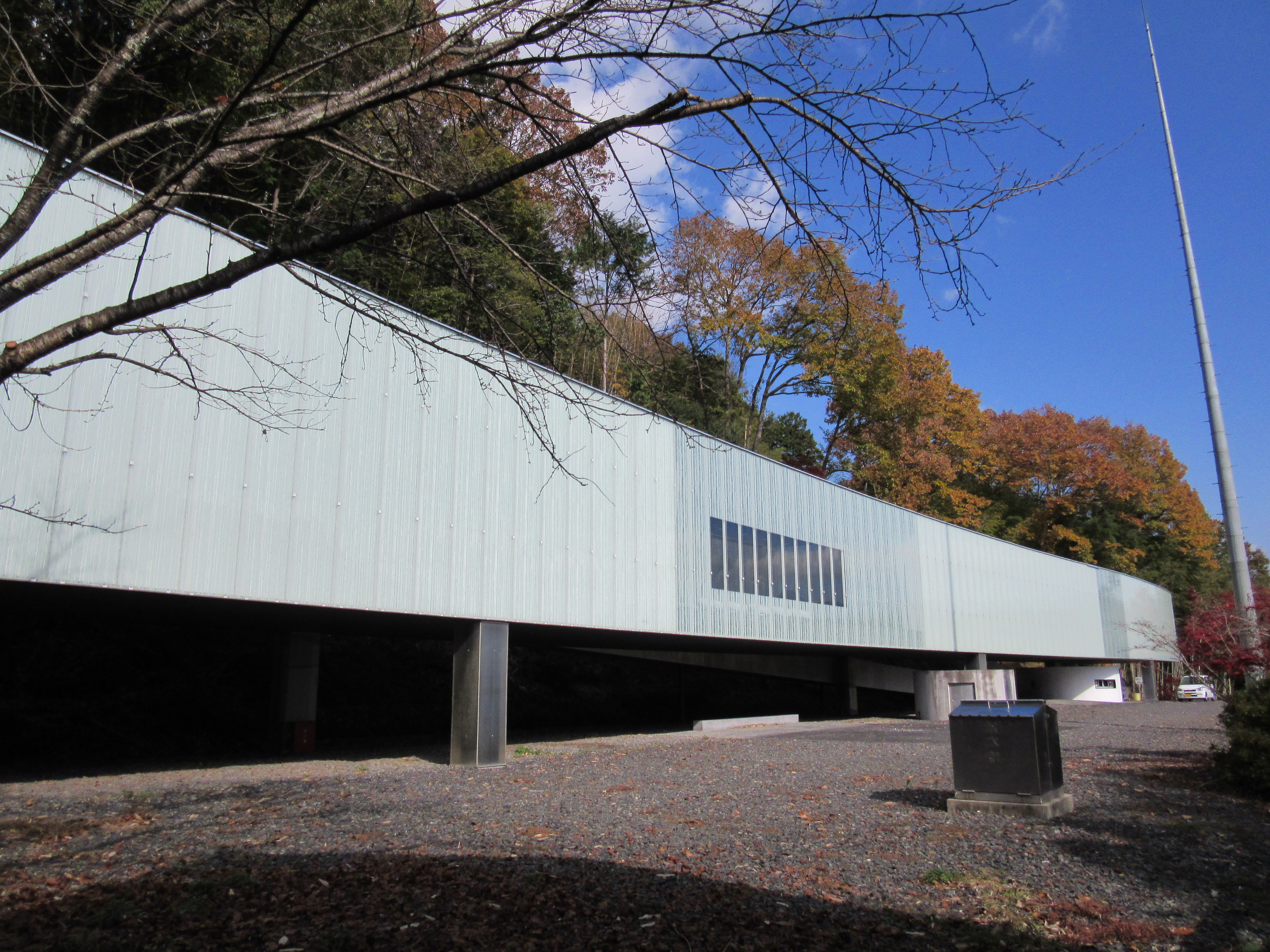
小笠原資料館

江戸時代初期の寛永年間ごろの懸造による武家書院。南の約3分の1が崖の上に迫り出した構造で、正面には、桁行3.43m、梁間3.73mの唐破風造りの玄関がある。この玄関は、1872年（明治5年）に御用所の表玄関を引き移して書院の正面入口としたもの。虹梁上に家紋の三階菱を装飾した蟇股を据え付ける。書院はこけら葺きの入母屋造で、書院の内部は桁行14.4m、梁間11.5m、「田の字」型に4室に分けられ、北側を除く三方に側縁を巡らせている。用材は恵那山一帯の総ヒノキ造りである。展示品には室町時代の白輿などがある。1872年（明治5年）に書院、玄関、室蔵一棟を残して解体された。1999年（平成11年）に小笠原資料館が開館、設計はSANAAが手掛けている。

### 重要美術品（重要文化財）への指定
旧制飯田高等女学校の教諭であった市村咸人は、早くから保護の必要性を説いていたとされる。1948年（昭和23年）7月に文部省技官の乾兼松による調査が行われ、同年10月1日に重要美術品に認定された。その後も、東京大学の藤島亥治郎の指導、同大学の太田博太郎、文部省技官の橋本文雄らによる調査が行われた。
1951年（昭和26年）に文化財保護法が成立、1952年（昭和27年）3月29日に重要文化財の指定を受けた。住宅としては日本全国で最初の指定であった。

### 修理工事
指定後、建物の保存活用については、所有者である小笠原六男および市や県の関係者と議論が進められた。所有者から、維持管理のため飯田市で買収してほしい意向が示され、1961年（昭和36年）の集中豪雨による被害からの復興事業のため買収の計画は停滞したが、1963年（昭和38年）から売買契約が進み、1964年（昭和39年）に書院および周辺の土地が市の所管となった。
土台のいたみによる建物の傾きに加え、旧所有者の転出により空き家の状態となったため、建物の破損もすすんだ。また、地域では、1959年（昭和34年）に小笠原家住宅が「惨さんたる荒廃ぶり」であり、地元の熱意により対策をしていこうという提言もみられ、関心が高まっていた。1969年（昭和44年）4月には半解体工事に着手、翌年9月に完了した。

## 伊豆木小笠原氏
伊豆木陣屋を築いた小笠原長巨を初代とする、松尾小笠原氏の分家。

### 伊豆木小笠原氏系図
- 初代 長臣（ながなお・ながおん）
- 2代 長泰(ながやす)
- 3代 長朝(ながとも)
- 4代 長貞(ながさだ)
- 5代 長暉（ながてる）
- 6代 長孝（ながたか）
- 7代 長煕（ながひろ）
- 8代 長著（ながあきら）
- 9代 長計（ながかず）
- 10代 長厚（ながあつ）
- 11代 長裕（ながかた）

## 幕末の知行所
- 信濃国
  - 伊那郡

伊豆木村　1048石3斗2合4升341